# Agricultura integrada

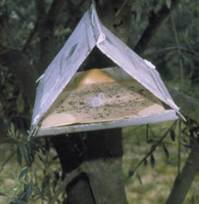
Armadilha típica usada em protecção integrada

Agricultura integrada é uma forma de agricultura com abordagem holística, mais adaptada ao meio ambiente e aos seres vivos do que a monocultura, levando em conta não só a produção vegetal e de alimentos mas também a pecuária e os seres humanos. É constituída pela produção integrada e protecção integrada.

## Principais Objectivos
- Salvaguardar a saúde do agricultor e do consumidor;
- Obter produtos agrícolas de elevada qualidade;
- Manter o agricultor actualizado quanto aos procedimentos agrícolas;
- Preservar o meio ambiente;
- Cuidar e melhorar a fertilidade do solo e a biodiversidade;
- Garantir a estabilidade dos ecossistemas;
- Apresentar produtos atractivos no mercado, mantendo um preço competitivo;
- Cumprir critérios éticos e sociais.

## Protecção Integrada
Protecção integrada é, segundo a Organização Internacional de Luta Biológica e Integrada, uma modalidade de protecção das plantas em que se procede à avaliação da indispensabilidade de intervenção, através da aplicação de conceitos como estimativa de risco, níveis económicos de ataque ou a modelos de desenvolvimento dos inimigos das culturas e à ponderação dos factores de nocividade, para a tomada de decisão relativa ao uso dos meios de luta.
Em protecção integrada, privilegiam-se as métodos de luta indiretos, em especial, a limitação natural e outros mecanismos de regulação natural, e só se recorre aos meios diretos de luta quando indispensável, preferencialmente à luta cultural, física, biológica, biotécnica e à luta química, em última alternativa.

## Produção Integrada
Produção integrada é, segundo a Organização Internacional de Luta Biológica e Integrada, um sistema agrícola de produção de alimentos de alta qualidade que utiliza os recursos naturais e mecanismos de regulação natural em substituição de factores de produção prejudiciais ao ambiente e de modo a assegurar, a longo prazo, uma agricultura viável.
Em produção integrada, é essencial a preservação e melhoria da fertilidade do solo e da biodiversidade e a observação de critérios éticos e sociais.
Além disso, obriga a um planeamento abrangente a diversos aspectos, pelo que terão de ser feitas análises periódicas às áreas de cultivo. Além disso, é, também, pedido, ao agricultor, o acompanhamento regular da atividade agrícola em cadernos de campo ou softwares digitais de monitoramento integrado de pragas.
Este método agrícola requer a adopção do sistema agrícola de protecção integrada.